# Interamerikanischer Vertrag über gegenseitigen Beistand
Der Interamerikanische Vertrag über gegenseitigen Beistand (spanisch: Tratado Interamericano de Asistencia Recíproca, TIAR; französisch: Traité interaméricain d’assistance réciproque; englisch: Inter-American Treaty of Reciprocal Assistance) ist ein interamerikanischer Beistandspakt, der auch als Pakt von Rio oder Rio-Pakt bekannt ist. Nach diesem Vertrag tritt im Falle äußerer Bedrohungen der Mitgliedstaaten des amerikanischen Kontinents der gemeinsame Verteidigungsfall ein.

## Ziel
Der Vertrag sieht sowohl die Beilegung von Meinungsverschiedenheiten zwischen Staaten der westlichen Hemisphäre vor als auch die gemeinsame Verteidigung des Gebiets zwischen der Beringsee und dem Südpol gegen Angriffe von außen. Er kann als die erfolgreiche Formalisierung der Hemisphären-Verteidigungspolitik (siehe Monroe-Doktrin) der Vereinigten Staaten während des Zweiten Weltkrieges verstanden werden.

## Inhalt
Der Rio-Pakt legte fest, dass ein Angriff auf einen amerikanischen Staat als ein Angriff auf alle amerikanischen Staaten gewertet wird (Art. 1). In einem solchen Fall oder bei Gefahr eines Angriffs sollten die Außenminister aller Unterzeichnerstaaten informiert werden (Art. 6). Zudem legte der Vertrag eine Reihe von Sanktionsmöglichkeiten fest, die vom gemeinsamen Beratungsorgan in Betracht gezogen werden konnten.

## Inkraftsetzung
Der Vertrag wurde 1947 auf der Interamerikanischen Verteidigungskonferenz in Rio de Janeiro angenommen und von den meisten Mitgliedsländern im Jahr 1948 ratifiziert. Mit der Hinterlegung der Ratifikationsurkunde durch Costa Rica am 3. Dezember 1948 trat der Vertrag in Kraft. Artikel 22 bestimmte, dass dazu die Ratifikation durch zwei Drittel der Signatarstaaten erforderlich sei. Im gleichen Jahr wurde auch die Organisation Amerikanischer Staaten (OAS) gegründet, um den Rio-Pakt zu erfüllen und als ein gemeinschaftliches Sicherheitssystem zu dienen. Ein Jahr später wurde der Amerikanische Vertrag über die friedliche Streitschlichtung unterzeichnet, durch den sich eine Reihe amerikanischer Staaten dazu verpflichteten, Konflikte untereinander ausschließlich mit friedlichen Mitteln beizulegen.

## Mitgliedstaaten

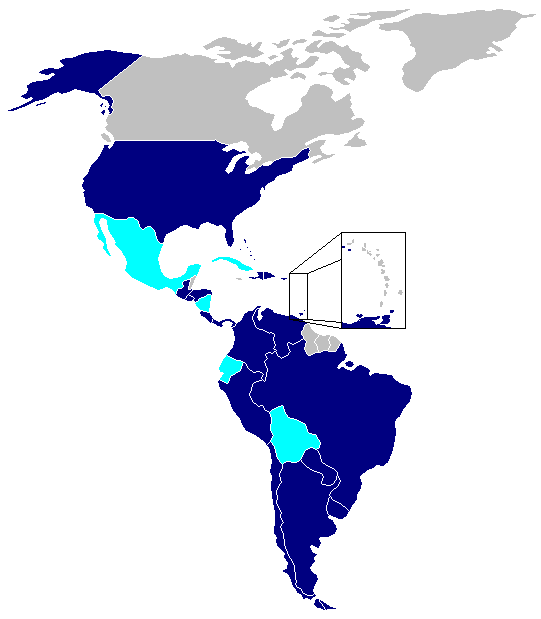
Karte der aktuellen Mitgliedstaaten (dunkelblau) und ehemalige Mitgliedstaaten (hellblau)

17 aktuelle Mitgliedstaaten mit Jahr des Beitrittes
- Argentinien (1948)
- Bahamas (1982)
- Brasilien (1948)
- Chile (1948)
- Costa Rica (1948)
- Dominikanische Republik (1948)
- El Salvador (1948)
- Guatemala (1948)
- Haiti (1948)
- Honduras (1948)
- Kolumbien (1948)
- Panama (1948)
- Paraguay (1948)
- Peru (1948)
- Trinidad und Tobago (1967)
- Uruguay (1948)
- Vereinigte Staaten (1948)

1 suspendiertes Mitglied
- Kuba (1948, suspendiert seit 1962)

5 ehemalige Mitglieder
- Bolivien (1948–2014)
- Ecuador (1948–2016)
- Mexiko (1948–2004)
- Nicaragua (1948–2014)
- Venezuela (1948–2015)

## Wirkung
Der Vertrag spielte in den 1950er und 1960er Jahren eine bedeutende Rolle. Bis zum Vorfeld des Falklandkrieges wurde der Vertrag 21 Mal aktiviert:
- Zehnmal wegen Grenzstreitigkeiten zwischen Mitgliedstaaten oder Souveränitätsverletzungen.
- Siebenmal im Zusammenhang mit politischen Auseinandersetzungen, die im Kontext des Kalten Krieges gegen den Kommunismus geführt wurden.
- Viermal in Situationen, in denen ein Staat versuchte, die Regierung eines anderen Staates zu stürzen.[3]

Im Zuge der Krise zwischen den Vereinigten Staaten und den lateinamerikanischen Ländern verlor der Vertrag dann an Bedeutung.
Während des Falklandkrieges 1982 befanden sich die Vereinigten Staaten in einer heiklen Situation, da sie sowohl durch den TIAR als auch durch ihre besondere Beziehung zu Großbritannien gebunden waren. Die NATO-Verträge waren nicht anwendbar, da sie alle Territorien südlich des Nördlichen Wendekreises in Artikel 6 ausklammerten. Die USA entschieden sich nach erfolglosen Vermittlungsversuchen für die Seite des Vereinigten Königreichs. Interessanterweise griff jedoch keiner der lateinamerikanischen Vertragsstaaten des TIAR auf der Seite Argentiniens in den Konflikt ein.
Die Bahamas traten als letzter Unterzeichnerstaat dem Vertrag 1982 bei. Peru kündigte am 22. Januar 1990 seinen Austritt an, zog diese Ankündigung jedoch vor Ablauf der Zweijahresfrist am 16. Dezember 1991 zurück. Als Konsequenz aus den Erfahrungen während der Falklandkrise und in Erwartung des Irakkrieges trat Mexiko 2002 aus dem Vertrag aus, wirksam ab dem Jahr 2004.
Am 5. Juni 2012 leiteten die Mitgliedstaaten der Bolivarianischen Allianz für Amerika – Bolivien, Ecuador, Nicaragua und Venezuela – ebenfalls den zweijährigen Austritt nach Artikel 25 des Vertrags ein. Präsident Rafael Correa unterzeichnete am 4. Februar 2014 das Dekret Nr. 217, durch das Ecuador aus dem TIAR austrat.